# روانی‌های دنیپروپتروفسک
روانی‌های دنیپروپتروفسک (به اوکراینی: Дніпропетровські маніяки) به گروه اوکراینی گفته می‌شود که قتل‌های سریالی انجام می‌داد، این گروه ابتدا با انتشار تصاویری از کشتار وحشیانه حیوانات مطرح شد و سپس با انتشار تصاویری که از جنایاتشان می‌گرفتند. معروف‌ترین کلیپ‌ها بارها در دنیای مجازی نشر شد که کلیپ تکه‌تکه کردن زن بی خانه و کشتن پیرمرد با چکش از این جمله‌اند.

## دستگیری
در سال ۲۰۰۷ دو جوان ۱۹ ساله با نام‌های ویکتور ساینکو (به اوکراینی: Віктор Саєнко) و ایگور ساپرونیوک (به اوکراینی: Ігор Супрунюк) توسط پلیس به جرم کشتن ۲۱ نفر بازداشت شدند و شخص سومی با نام الکساند هانژوا (به اوکراینی: Віктор Саєнко) به جرم سرقت مسلحانه در سال ۲۰۰۹ گناهکار شناخته شد.

## محکومیت
دو قاتل اصلی یعنی ویکتور و ایگور به حبس ابد محکوم شدند و الکساند به ۹ سال زندان محکوم شد.